# Château de Boves
Le château de Boves est un ancien château fort, de nos jours en ruines, dont les vestiges se dressent sur le territoire de la commune française de Boves à 8 km au sud-est d'Amiens, dans le département de la Somme. Il n'en subsiste aujourd'hui que la motte castrale que surmontent deux pans de murs d'une dizaine de mètres, vestiges de la tour sud-est de la dernière résidence aristocratique construite à la fin du XIVe siècle sur ce tertre entièrement anthropique. Les recherches archéologiques conduites sans discontinuité depuis 1996 à 2019 conduisent à un profond renouvellement de nos connaissances de ce site, ainsi que de manière plus globale sur l'adaptation du chef-lieu d'un centre de pouvoir majeur régional de haut niveau entre le IXe et le XVIIe siècle.

## Localisation
La place forte est bâtie sur une falaise de craie culminant à environ 71 mètres, sur la commune de Boves, dans le département français de la Somme. Le promontoire de Boves est l'une des unités géographiques les plus favorables à l'installation d'une fortification en amiénois. Le promontoire en forme d'éperon, barré par un profond fossé au sud, est déterminé sur son flanc est par la confluence de la Noye et de l'Avre (altitude 25 à 30 m) et, à l'ouest, par le fort méandre de la vallée (sèche) des aires (altitude 35 m).

## Historique
La motte castrale anthropique (i.e créée par l'homme) fut probablement érigée dans la première moitié du Xe siècle. Selon les résultats des recherches actuelles, il semblerait que les premières occupations se soient faites juste après son édification. Le site fut plus précisément une résidence d'élite.
Dans la basse-cour du château, fut construit le prieuré Saint-Ausbert rattaché à l'ordre de Cluny et qui au XIIe siècle dépendait du prieuré de Lihons-en-Santerre.
La motte fut plusieurs fois agrandie et remaniée. Notons d'ailleurs que l'occupation ne fut pas entrecoupée de phases d'abandons, ce qui rend logiquement l'interprétation archéologique plus complexe. Au XIVe siècle, Ferry Ier de Vaudémont fit reconstruire le château. Il reste de cette nouvelle construction les deux pans de murs encore visibles aujourd'hui. Le château de la dernière phase de construction fut démantelé en 1595. Il servit alors de carrière de pierre à ciel ouvert !
Au XIXe siècle, seuls les vestiges d'une tour subsistaient sur la motte, comme l'attestent des dessins et peintures et comme le mentionne très brièvement et vraisemblablement déçu Victor Hugo, lors de sa visite en août 1835 : « J’ai vu les ruines […] de Boves, un grand donjon crevassé… ».

### Historique des recherches archéologiques
Entre 1996 et 2013, Philippe Racinet, professeur à l'Université de Picardie Jules Verne a conduit un programme archéologique pluridisciplinaire en s'appuyant sur une équipe étoffée de plusieurs chercheurs, ayant formé un demi-milliers d'étudiants durant cette période. Ces recherches ont donné lieu depuis à trois publications monographiques dans la Revue archéologique de Picardie (2002, 2008, 2012) portant sur les résultats archéologiques ainsi que sur l'étude des artefacts et des macro-restes intéressants les campagnes s'étendant de 1996 à 2005. Ce premier programme a permis la fouille de 1 300 m2 de la plate-forme et d'illustrer la complexité des aménagements conduits entre la fin du IXe et la fin du XVIe siècle, et par là même, de documenter les formes matérielles diverses d'une résidence aristocratique à travers sept siècles. Depuis 2014, un nouveau programme pluriannuel (Richard Jonvel) s'intéresse désormais à l'occupation de la première enceinte, et plus particulièrement au secteur sud-est, zone tampon et d'échanges entre le château et le prieuré clunisien. À la suite d'une première triennale (2016-2018) dans le cadre du programme universitaire ArchéoMedPic porté par le Laboratoire trAme EA 4284, la nouvelle triennale engagée bénéficie désormais de son intégration aux activités scientifiques du service Archéologie Préventive d'Amiens Métropole.

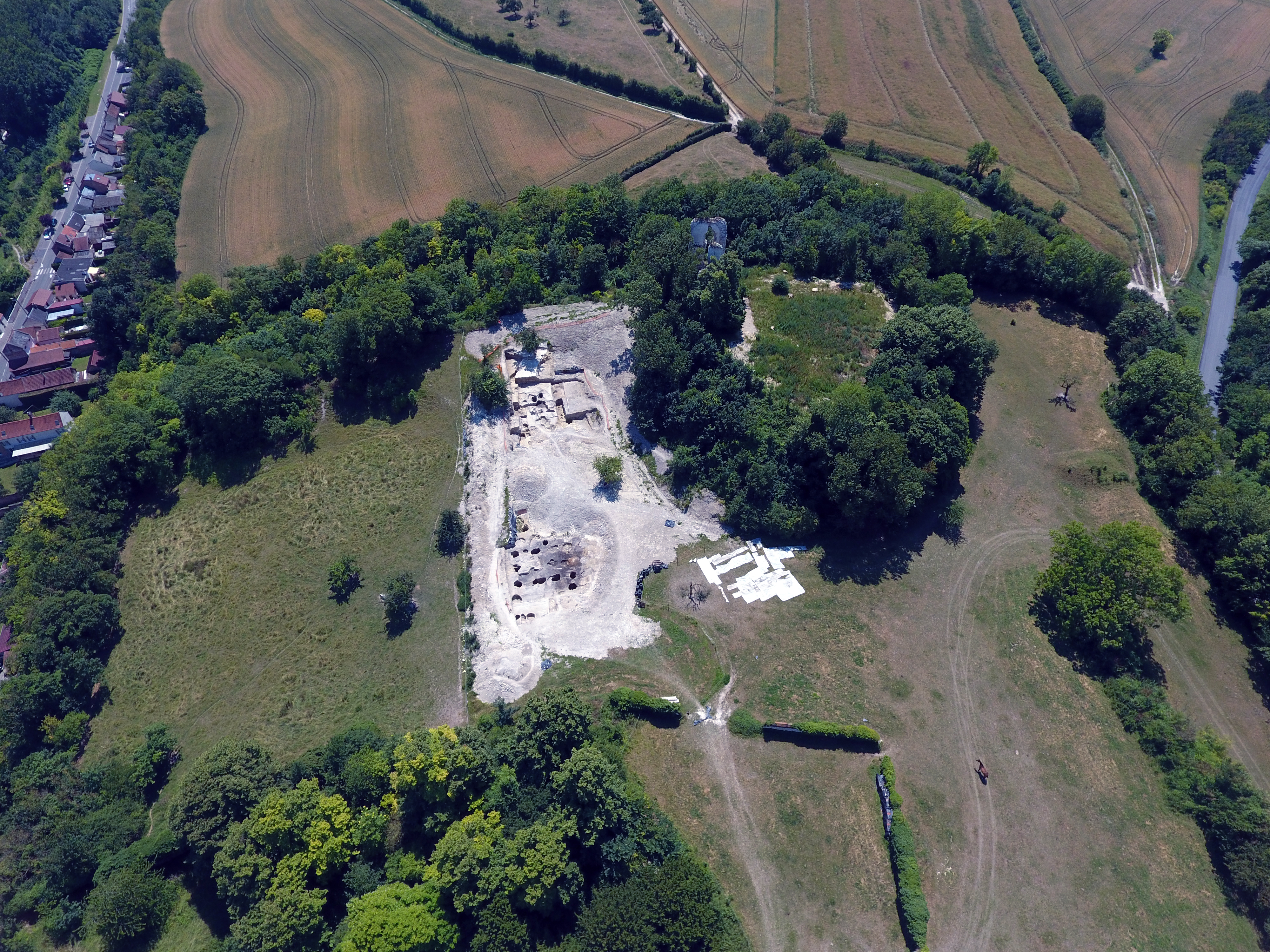
Vue aérienne en 2018.
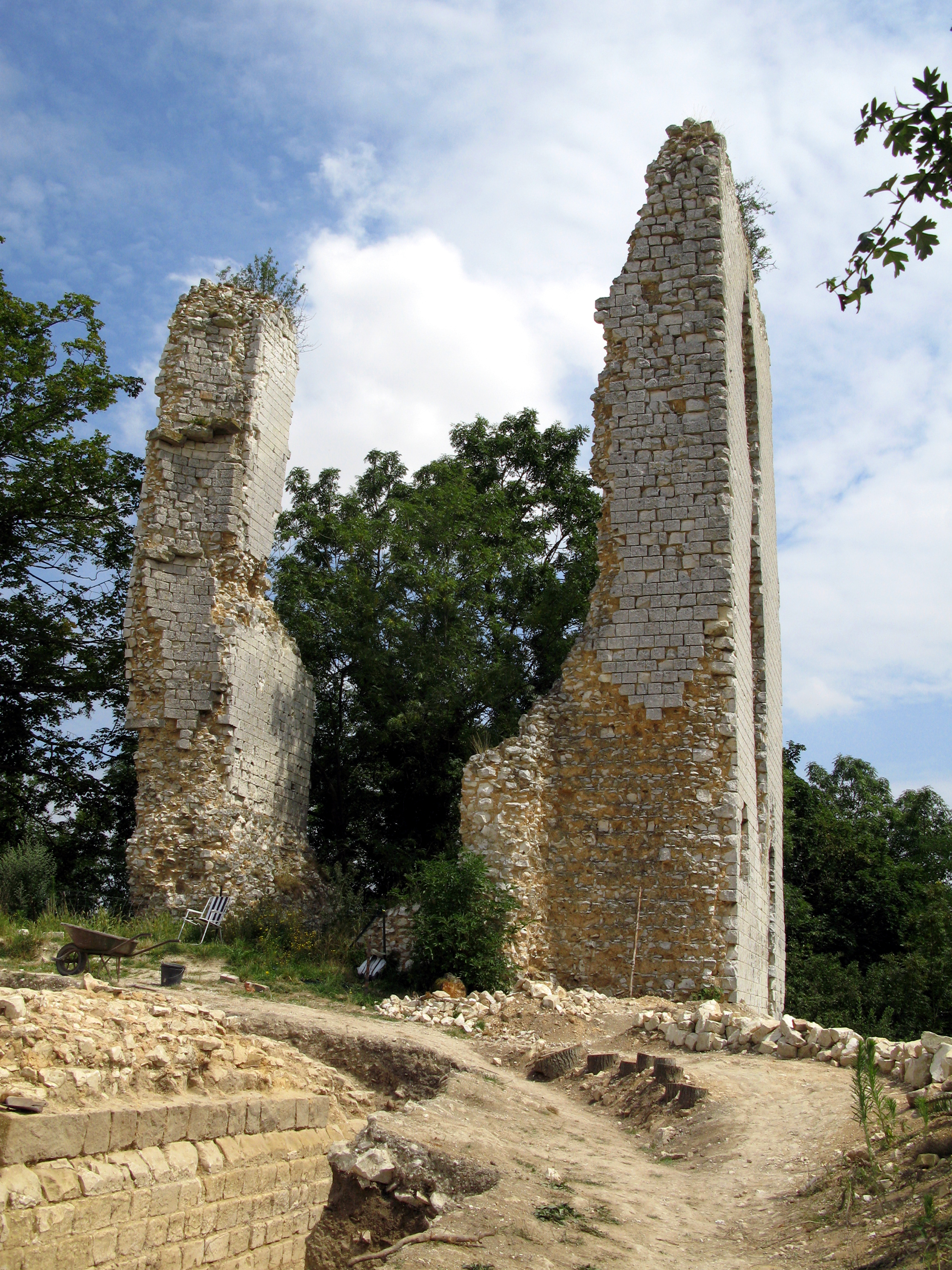
Mise au jour d'une muraille à l'assemblage très régulier, fin juillet 2008.
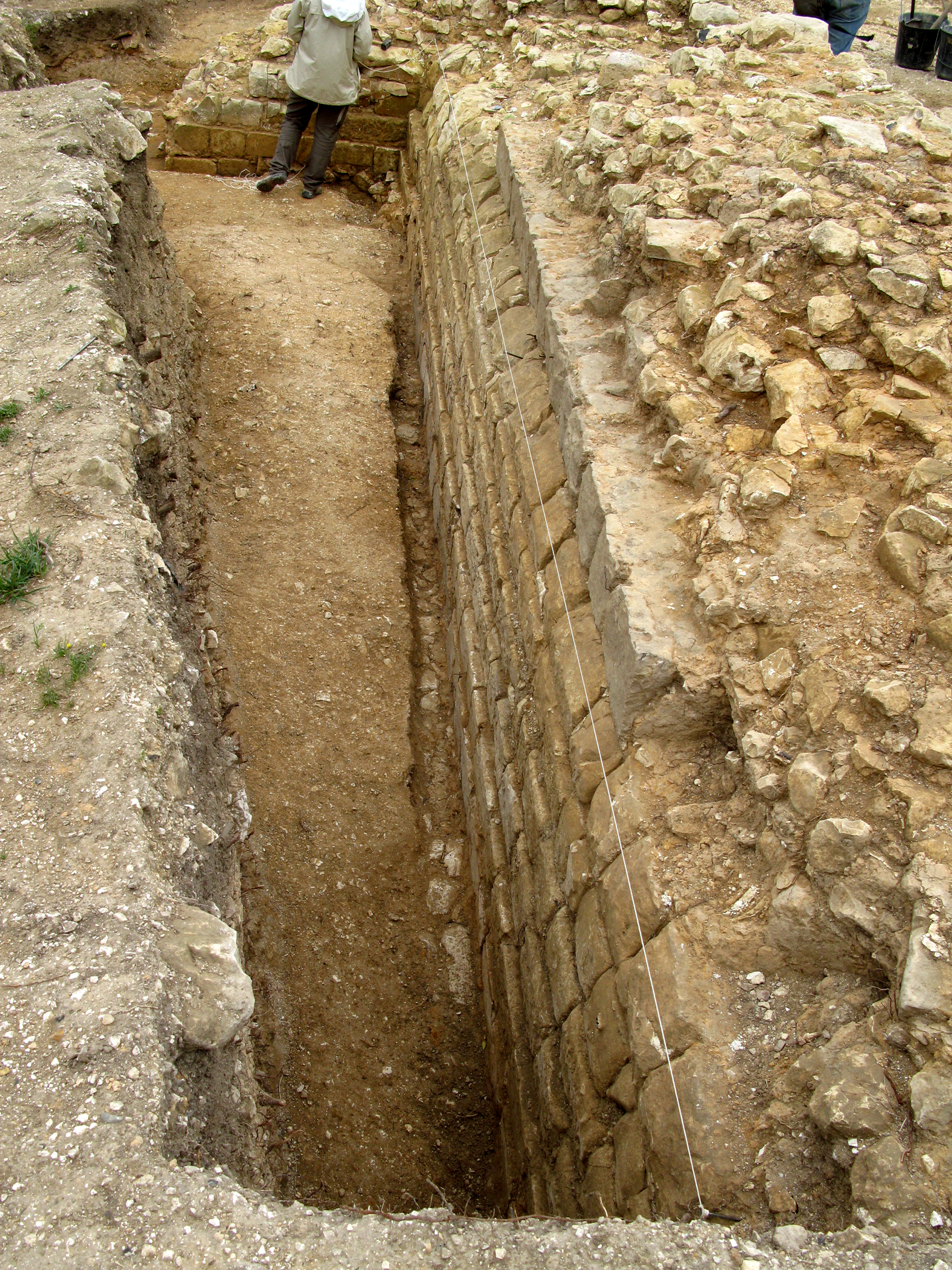
Cette même muraille, vue dans la direction opposée, huit jours plus tard.

## Description
L'ancienne place forte, longue de 100 m sur 80 m, est constitué de remparts de terre précédés par des fossés du côté plateau et en retour vers l'à-pic. Au sud, sur un petit réduit de 20 m sur 30 m se dressait un donjon carré en pierre dont il subsiste des pans de murs.
La topographie actuelle permet de distinguer trois entités géographiques au sein de ce site de 11 ha :
1. Une plate-forme sommitale de 2 300 m2 établie sur une motte de terre entièrement construite de main d'homme, qui surplombe de 14 m la basse-cour.
2. Une première enceinte de 5,1 ha (dite « basse-cour » par facilité de langage) englobant la motte, deux établissements religieux et leur aire sépulcrale respective, une cellule paroissiale (Notre-Dame des Champs) et probablement, par étude régressive des textes, un habitat villageois à l'ampleur indéterminé ; ce premier espace est ceint au moins dès le plein Moyen Âge par une fortification à la nature inconnue mais comprenant deux portes dite de Sains (Ouest) et de la Fontaine (Nord).
3. Une seconde enceinte de 6 ha aujourd'hui en culture conservant, d'après des photographies aériennes, la trace d'une grande exploitation agricole datée du XIIe – XIVe siècle.

La fouille de la motte artificielle a permis de préciser son mode de construction. Dans un premier temps, le rebord de la motte a été aménagé avec des blocs et du cailloutis de craie déposés en alternance, limitant ainsi l'érosion et garantissant une forte pente (45 degrés) du flanc de la motte, et ensuite l'intérieur a été comblé avec des dépôts hétérogènes intercalés de radiers damés. L'étude des remblais a permis de montrer que ceux-ci tendent à s'incliner du rebord extérieur de la motte vers le centre, entraînant un drainage des eaux de surface vers le centre de l'emmotement, facilitant la mise à sec de la périphérie, et évitant sur le rebord le ruissellement érosif.